# Museo regionale delle Centovalli e del Pedemonte
Il Museo regionale delle Centovalli e del Pedemonte è un museo storico ed etnografico con sede ad Intragna, Centovalli, nel Canton Ticino (Svizzera).
Il Museo è stato aperto al pubblico nel 1989 ed ha sede presso Casa Maggetti, una casa antica situata al centro del nucleo storico di Intragna a pochi metri dal Campanile più alto del Ticino.
Il Museo Regionale delle Centovalli e delle Terre di Pedemonte fa parte dell'Associazione musei etnografici ticinesi (Amet) ed è retto da una Fondazione.

## Storia e sede
Il Museo consta di due sedi espositive: Casa Maggetti e il Campanile d’Intragna. L'anno di costruzione dell'edificio principale risale al 1608, ad esso, in periodi successivi, sono state effettuate diverse opere di modifica e ampliamento, come ad esempio l'aggiunta dell'ala nord realizzata nel 1751. Nell'anno 1965, grazie ad un comitato che acquistò parzialmente Casa Maggetti con l'intenzione di collocarci un museo, si intervenne invece con la pulizia e il riordino dei locali.
Il Museo fu aperto ufficialmente al pubblico nella primavera del 1989 a seguito di alcune ristrutturazioni.
L'impegno profuso dalla Fondazione a favore d’interventi di valorizzazione dell'edificio principale ha portato a diversi miglioramenti di tipo architettonico. Nel 1997 ad esempio l'intero tetto è stato rifatto in piode, mentre nel 2008 si è proceduto ad importanti operazioni di ristrutturazione che hanno visto il riallestimento complessivo degli spazi espositivi e la creazione di un nuovo cortile esterno, oggi utilizzato in occasione di eventi di vario genere.

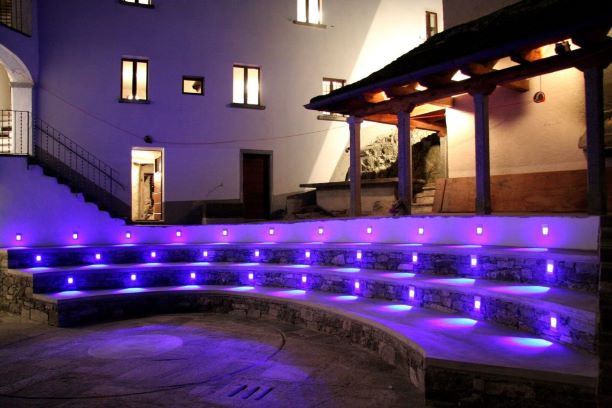
Cortile esterno del museo

## Collezioni

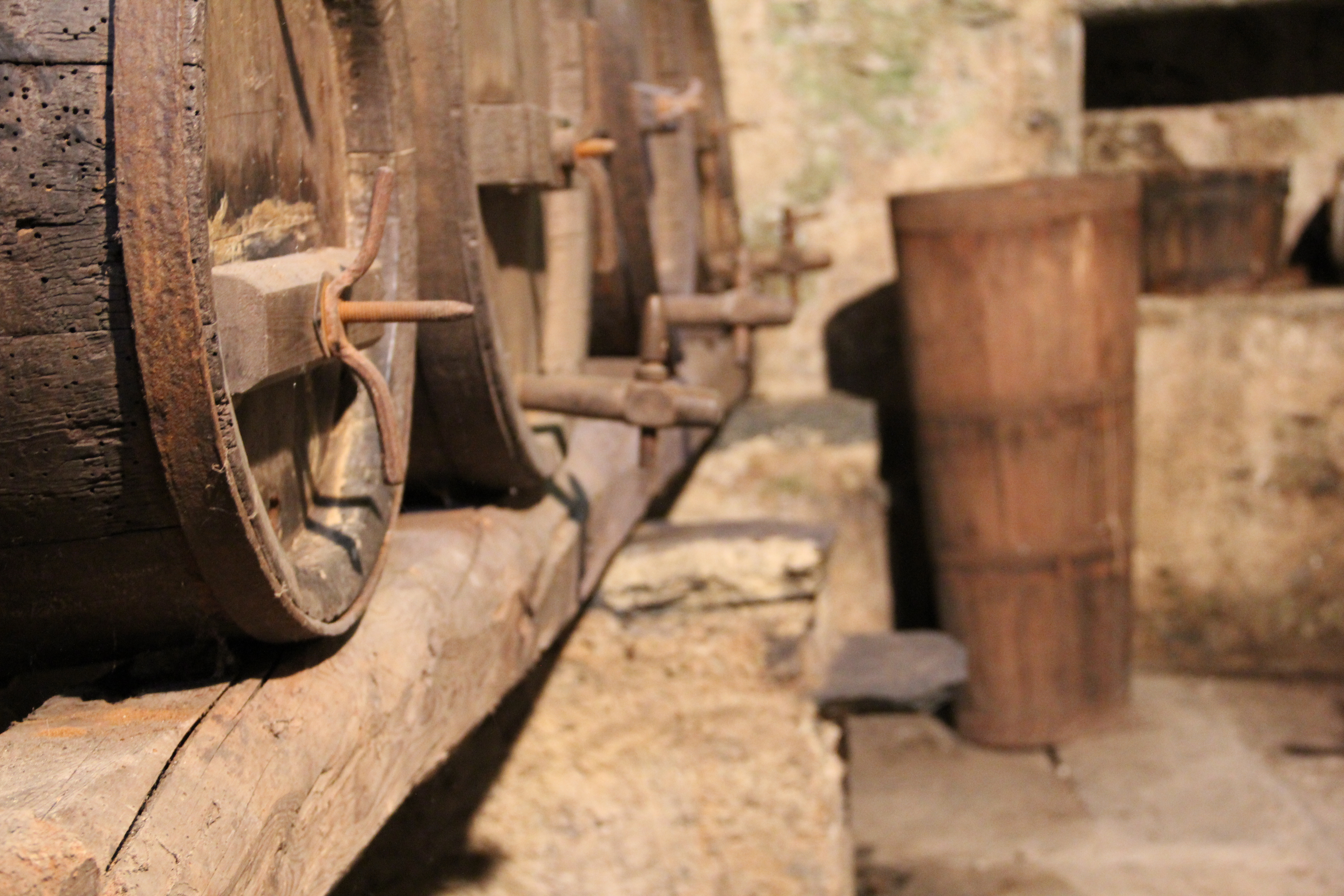
Antiche botti per la conservazione del vino

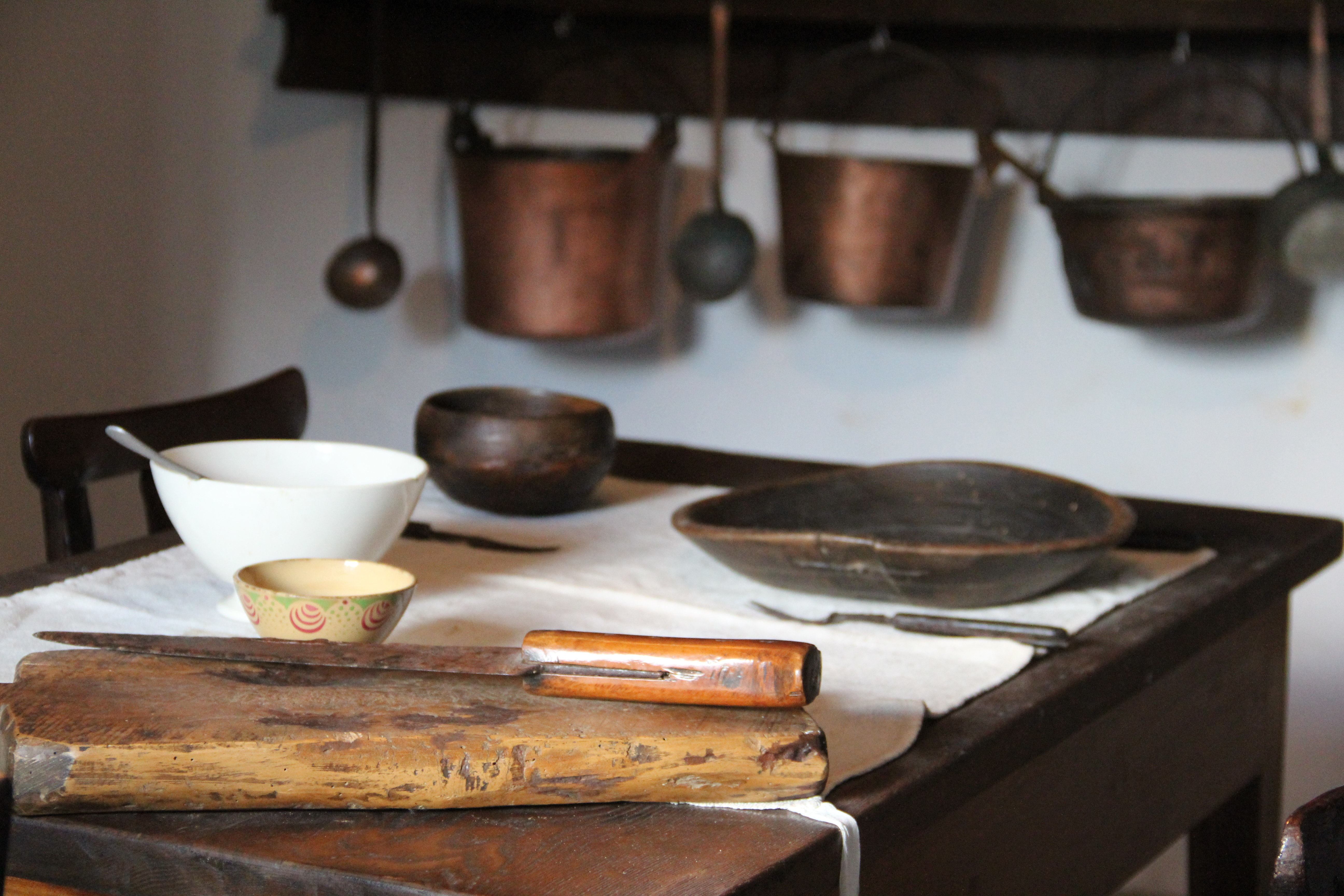
Utensili di vita quotidiana contadina

Il Museo tra le sue attività si occupa di intervenire con opere di restauro e valorizzazione delle testimonianze storiche nonché della raccolta di quest’ultime. Questo impegno ha permesso la creazione di collezioni di stampo etnografico, tra cui documenti scritti, audio, fotografie, opere di artisti locali di ieri e oggi. Ad oggi la collezione conta circa 4000 oggetti d'interesse storico.
In aggiunta, il Museo s’impegna nella realizzazione e conservazione di testi, racconti e registrazioni di interviste e testimonianze di persone anziane.
Un esempio significativo di tale impegno è espresso nel libro “inattesa memoria: storie di vita nelle alte Centovalli” (2008), a cura di Veronica Carmine, in cui sono riprese una trentina di testimonianze di uomini e donne che hanno raccontato la loro storia.

## Esposizioni
Il Museo ospita una mostra permanente che comprende circa 20 spazi espositivi dislocati nell'edificio principale. Al suo interno l'allestimento espone il patrimonio culturale delle Centovalli e del Pedemonte, dando la possibilità al visitatore di riscoprire la vita e le usanze di un tempo attraverso il racconto di oggetti, opere e diverse testimonianze d’importanza storica locale.
Alcuni spazi che completano l'esposizione etnografica sono dedicati alle figure e opere di alcune persone, che per motivi diversi, hanno lasciato la loro impronta nella storia locale. Ad esempio, Ettore Jelmorini, scultore e scalpellino intragnese e Angelo Monotti precursore della fotografia ticinese.
In aggiunta il Museo presenta ogni anno delle esposizioni temporanee che hanno lo scopo di promuovere la vita culturale locale. Tra queste alcune sono rivolte a prospettive peculiari della storia e della cultura delle Centovalli e del Pedemonte. Al riguardo si possono citare le mostre di fotografie storiche, quelle dedicate all'opera e alla figura di personaggi vissuti nella regione, quelle sul patrimonio etnografico o su di una pagina significativa della storia locale.
Il Museo riserva quattro sale al terzo piano di Casa Maggetti a mostre d’arte che accolgono principalmente le opere di artisti locali. Queste esposizioni sono organizzate dall'Associazione Amici del Museo con l'intento di dar spazio all'espressione artistica del territorio dando così modo di ampliare e approfondire il legame tra la popolazione residente e gli artisti della regione.